# میلویل (نیوجرسی)
میلویل (به انگلیسی: Millville) شهری در ایالت نیوجرسی کشور ایالات متحده آمریکا است که جمعیت آن در سرشماری سال ۲۰۱۰ میلادی، ۲۸٬۴۰۰ نفر بوده‌است.